# 1963 dans les parcs de loisirs
| Années des parcs de loisirs : 1960 - 1961 - 1962 - 1963 - 1964 - 1965 - 1966    |
| Décennies des parcs de loisirs : 1930 - 1940 - 1950 - 1960 - 1970 - 1980 - 1990 |

## Parcs d'attractions

### Ouverture
- Boudewijnpark ( Belgique) Aujourd'hui connu sous le nom Boudewijn Seapark.
- Dutch Wonderland ( États-Unis)
- La Mer de sable ( France)
- Legend City (en) ( États-Unis) ouverture au public le 29 juin.
- Miracle Strip Amusement Park (en) ( États-Unis)
- Panorama Park Sauerland ( Allemagne) Aujourd'hui connu sous le nom Panorama-Park Sauerland Wildpark.
- Ponypark Slagharen ( Pays-Bas) Aujourd'hui connu sous le nom Attractiepark Slagharen.
- Six Gun Territory (en) ( États-Unis) ouverture au public le 2 février.

### Fermeture
- Forest Park Highlands (en) ( États-Unis)
- Funland Park ( États-Unis)
- Uncle Cliff's Kiddieland ( États-Unis)

## Attractions

### Montagnes russes
| Nom de l'attraction | Type  | Constructeur                  | Parc                              | Pays       |
| ------------------- | ----- | ----------------------------- | --------------------------------- | ---------- |
| Meteor              | Acier | Mack Rides                    | Freedomland USA (en)              | États-Unis |
| The Starliner       | Bois  | Philadelphia Toboggan Company | Miracle Strip Amusement Park (en) | États-Unis |
| Wild Mouse          | Acier | B. A. Schiff & Associates     | Saratoga Resort                   | États-Unis |

### Autres attractions
| Nom de l'attraction               | Type                           | Constructeur             | Parc                 | Pays       |
| --------------------------------- | ------------------------------ | ------------------------ | -------------------- | ---------- |
| El Asseradero                     | Bûches                         | Arrow Dynamics           | Six Flags Over Texas | États-Unis |
| Mill Race                         | Bûches                         | Arrow Development        | Cedar Point          | États-Unis |
| Silver Star Carousel              | Carrousel                      | Dentzel Carousel Company | Six Flags Over Texas | États-Unis |
| Walt Disney's Enchanted Tiki Room | Spectacle d'audio-animatronics | WED Enterprises          | Disneyland           | États-Unis |

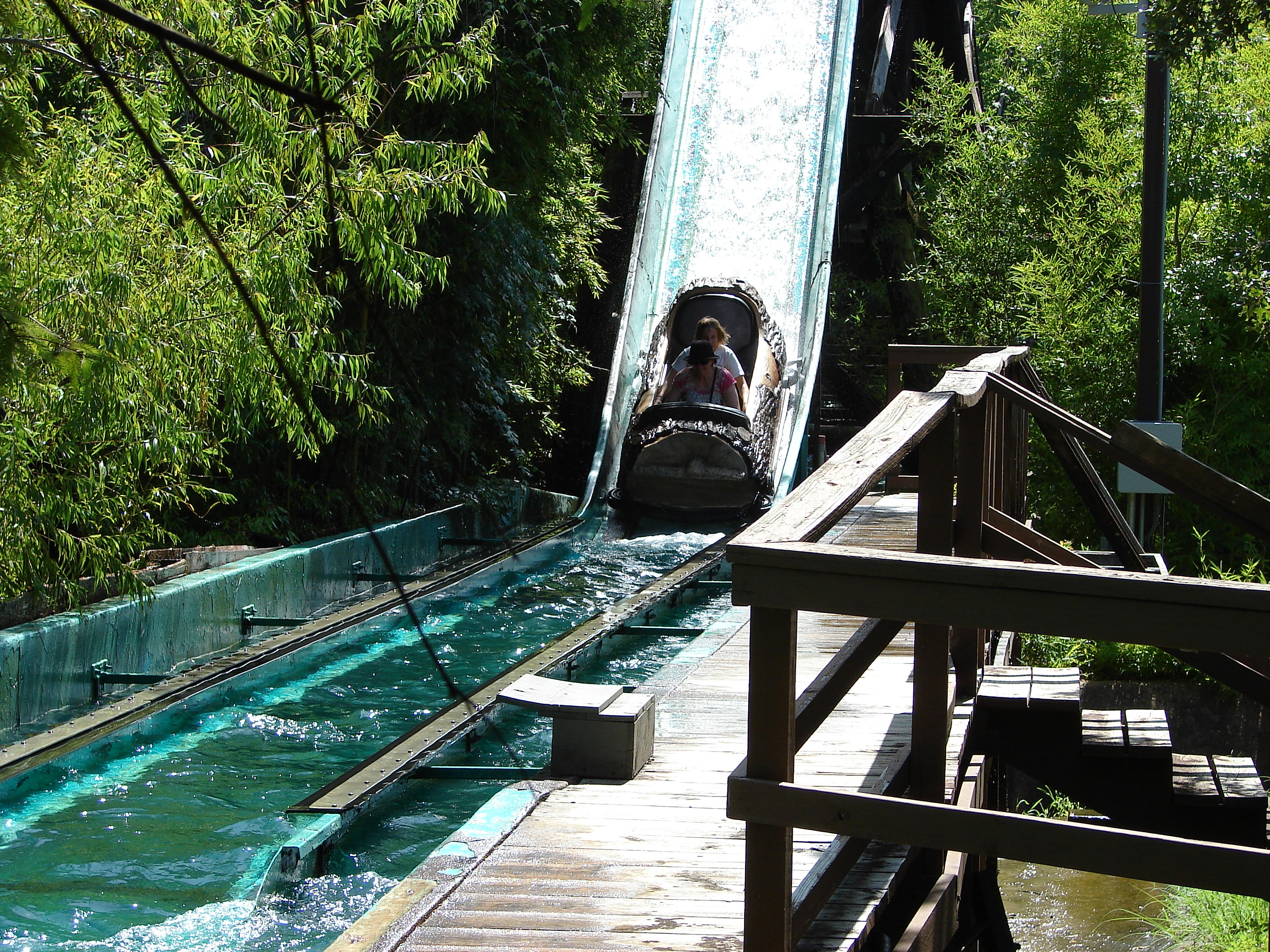
El Asseradero à Six Flags Over Texas
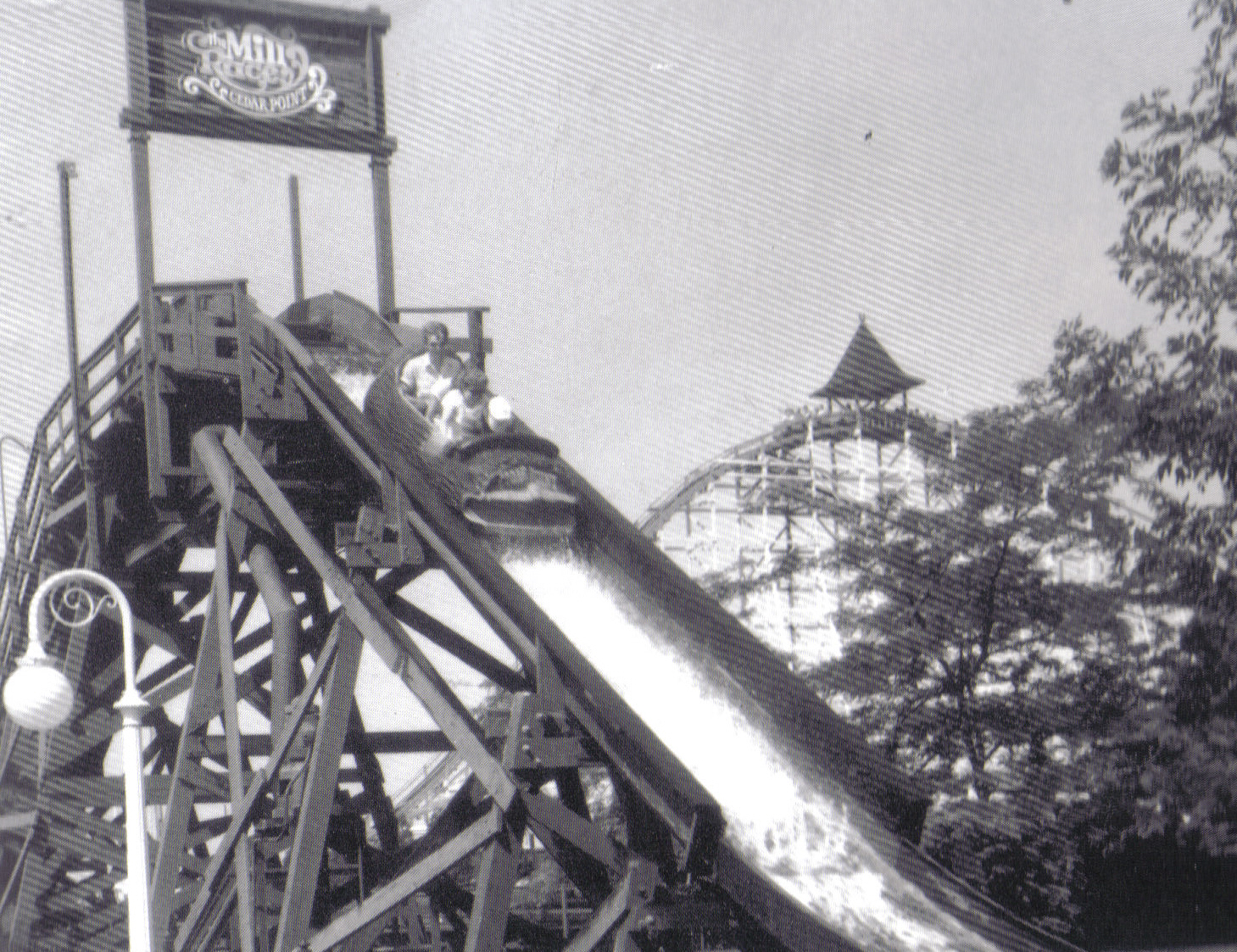
Mill Race à Cedar Point
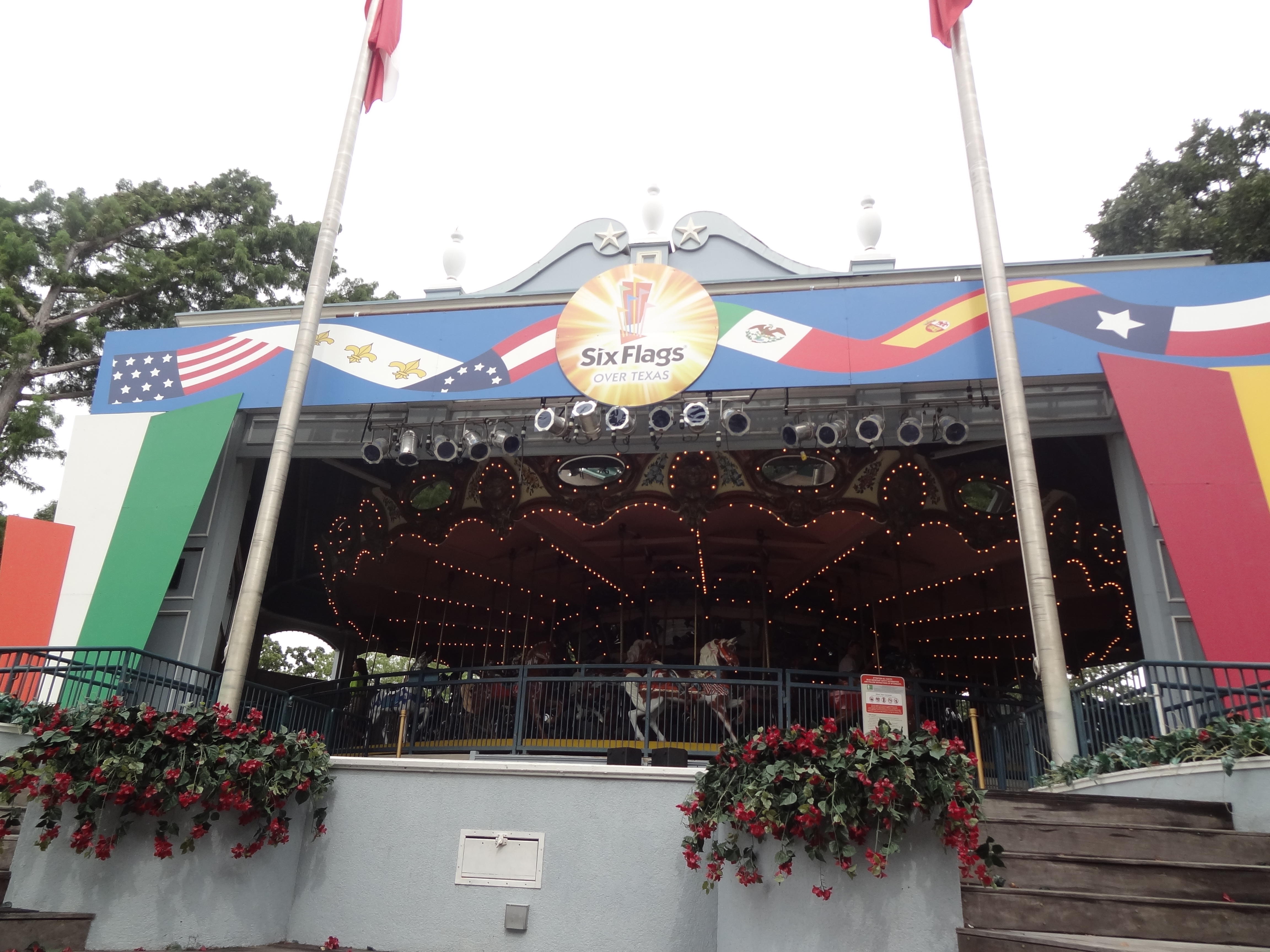
Silver Star Carousel à Six Flags Over Texas
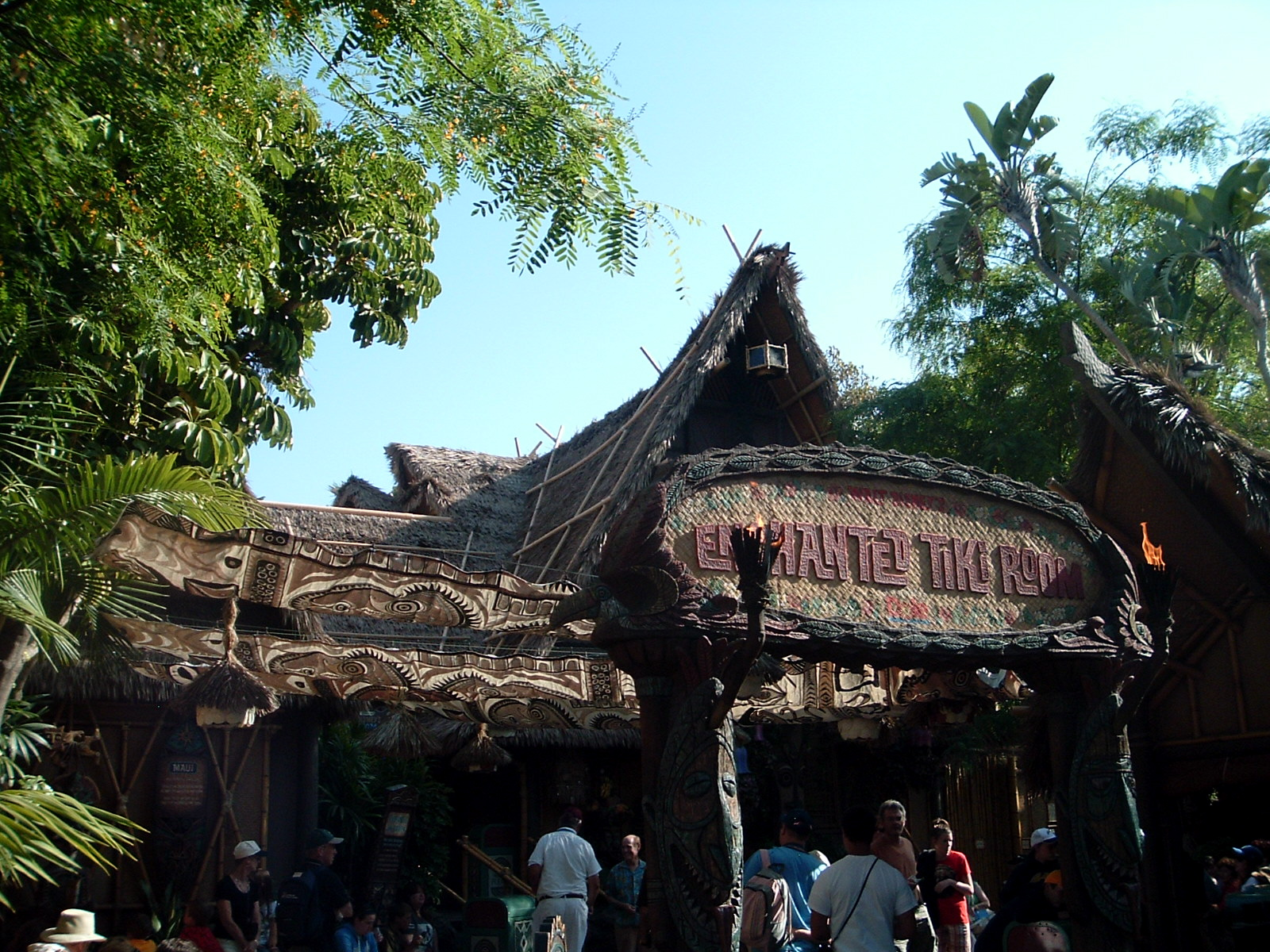
Walt Disney's Enchanted Tiki Room à Disneyland